# Kielmeyera
Kielmeyera é um género botânico pertencente à família Calophyllaceae.
Plantas endêmicas da América do Sul, com grande ocorrência nos cerrados brasileiros.

## Espécies
Composto por 59 espécies:
| - Kielmeyera abdita - Kielmeyera albopunctata - Kielmeyera altissima - Kielmeyera amplexicaulis - Kielmeyera angustifolia - Kielmeyera anisosepala - Kielmeyera appariciana - Kielmeyera argentea - Kielmeyera bifaria - Kielmeyera bracteosa - Kielmeyera coriacea - Kielmeyera corymbosa - Kielmeyera cuspidata - Kielmeyera decipiens - Kielmeyera decipines - Kielmeyera divergens - Kielmeyera elata - Kielmeyera excelsa - Kielmeyera falcata - Kielmeyera gracilis | - Kielmeyera grandiflora - Kielmeyera humifusa - Kielmeyera insignis - Kielmeyera itacarensis - Kielmeyera itacorensis - Kielmeyera juruenensis - Kielmeyera lathrophyton - Kielmeyera longepetiolata - Kielmeyera longifolia - Kielmeyera marauensis - Kielmeyera membranacea - Kielmeyera microphylla - Kielmeyera neglecta - Kielmeyera neriifolia - Kielmeyera oblonga - Kielmeyera obovata - Kielmeyera obtecta - Kielmeyera occhioniana - Kielmeyera paniculata - Kielmeyera paranaensis | - Kielmeyera peruviana - Kielmeyera petiolaris - Kielmeyera pulcherrima - Kielmeyera pumila - Kielmeyera regalis - Kielmeyera reticulata - Kielmeyera rizziniana - Kielmeyera rosea - Kielmeyera rubriflora - Kielmeyera rufotomentosa - Kielmeyera rugosa - Kielmeyera rupestris - Kielmeyera schottii - Kielmeyera sigillata - Kielmeyera similis - Kielmeyera speciosa - Kielmeyera tomentosa - Kielmeyera trichophora - Kielmeyera variabilis |

## Nome e referências
Kielmeyera Mart. & Zucc.